# Herbert Elbel
Herbert Gabriel Elbel (* 22. Oktober 1907 in St. Martin bei Villach; † 10. Mai 1986 in Bonn) war ein österreichisch-deutscher Rechtsmediziner und Hochschullehrer.

## Leben
Elbel absolvierte nach dem Abitur von 1926 bis 1931 Medizin an der Universität Innsbruck und promovierte Ende Oktober 1931 zum Dr. med. Seine Assistenzarztzeit begann er im Mai 1931 am Pathologischen Institut der Universität Innsbruck.
Politisch hatte sich Elbel schon früh im Bund Oberland und der Vaterländischen Front betätigt. Während seines Studiums trat er 1926 der Innsbrucker akademischen Burschenschaft Suevia bei und gehörte von 1927 bis 1931 dem NS-Studentenbund an. Er trat zum 1. März 1932 in die NSDAP ein (Mitgliedsnummer 900.575) und wurde nach dem NSDAP-Verbot in Österreich als Parteiangehöriger aus dem Beschäftigungsverhältnis mit der Universität Innsbruck entlassen. Elbel siedelte bald darauf in das Deutsche Reich über und trat im Oktober 1934 eine Assistentenstelle am Gerichtsmedizinischen Institut der Universität Göttingen bei Berthold Mueller an. Gemeinsam mit Mueller wechselte er an die Universität Heidelberg, wo er sich 1937 habilitierte und danach Privatdozent wurde. Nachdem er 1936 die deutsche Staatsbürgerschaft erhalten hatte, trat er weiteren NS-Organisationen bei, so 1937 der NSV und dem NS-Ärztebund. Nach Beginn des Zweiten Weltkrieges leistete Elbel von November 1939 bis August 1943 als Oberstabsarzt der Reserve zeitweise Heeresdienst bei der Wehrmacht und wurde danach unabkömmlich gestellt.
Nach Muellers Berufung auf den Lehrstuhl an die Universität Königsberg vertrat Elbel 1941/42 kommissarisch den vakanten Lehrstuhl in Heidelberg und wechselte von dort 1942 als außerordentlicher Professor an die Universität Freiburg. Ab November 1944 war er außerplanmäßiger Professor für gerichtliche Medizin an der Universität Bonn. Nach Kriegsende war er von 1946 bis zu seiner Emeritierung 1976 Professor an der Universität Bonn. Er befasste sich unter anderem mit der Blutalkoholkonzentration.
Elbel war seit 1935 mit Marie Auguste Elisabeth, geborene Feldmann, verheiratet. Aus der Ehe gingen vier Kinder hervor. Er wurde 1971 mit dem Großen Verdienstkreuz des Verdienstordens der Bundesrepublik Deutschland ausgezeichnet. Nach Kriegsende bestritt Elbel im Rahmen der Entnazifizierung seine NSDAP-Mitgliedschaft, da er für seine Anmeldung in Innsbruck nie eine Bestätigung erhalten hatte und später seine Aufnahme nach dem Mitgliederstopp nicht bearbeitet bzw. seine rückwirkende Aufnahme in die NSDAP abgewiesen worden sei. Auch will er nicht seit 1937 der SS angehört haben, da er aufgrund fehlender Unterlagen nicht in diese Organisation aufgenommen worden sei. Selbst wenn es über diesen Sachverhalt keine abschließende Klarheit gibt, so wurde doch Elbels Interesse an diesen Mitgliedschaften deutlich.

## Schriften
- Die wissenschaftlichen Grundlagen der Beurteilung von Blutalkoholbefunden. Thieme, Leipzig 1937 (zugleiche Habilitationsschrift Göttingen).
- Trunkenheit und Verkehrsunfälle. Neuland, Hamburg 1954.
- Über Ernüchterungsmittel für Kraftfahrer. Gilde-Verlag Alfeld an der Leine 1955.
- mit Franz Schleyer: Blutalkohol. 2. Auflage. Thieme, Stuttgart 1956
- Alkohol, Verkehrsunfall und Verkehrstod. Neuland, Hamburg 1958-
- Forschungsergebnisse der gerichtlichen Medizin. Schmidt-Römhild, Lübeck 1967.